# Elli (schip, 1981)
HS Elli (Grieks: Φ/Γ Έλλη) (F450) is het eerste Griekse s-fregat van de Kortenaerklasse, in Griekenland bekend als de Elliklasse. Het door de Koninklijke Maatschappij de Schelde gebouwde schip was oorspronkelijk bedoeld voor de Nederlandse marine als Pieter Florisz, maar werd tijdens de bouw al verkocht aan de Griekse marine. En jaar later volgde een tweede fregat van de uit de bouwlijn van de Kortenaerklasse, de Limnos
De Elli is het derde schip bij de Griekse marine dat onder deze naam vaart. De naam is afkomstig van de Kaap Elli. In de buurt van deze kaap heeft de Griekse marine een zeeslag gewonnen van de Turkse marine. Het schip werd op 10 oktober 1981 in Nederland in Griekse dienst genomen waarna het onder commando van commandant G. Desmetiha naar Griekenland voer. Op 15 november 1981 arriveerde de Elli in Griekenland.